# 陽光下的丁香花
《陽光下的丁香花》（Lilas au soleil）是法國畫家克勞德·莫內創作於1873年的一幅布面油畫，創作地點是巴黎郊區阿讓特伊的一間房子的花園裡。現藏於莫斯科普希金博物館 。這幅畫是莫內作品《紫丁香叢下的休憩》（現藏於巴黎奧賽博物館）的附屬作品。
這幅畫在保羅·杜蘭德-魯埃畫廊展出至1877年，後來於1891年再次展出。1899年，德米特里·舒金購得這幅畫，十月革命之後，他的藏品被政府沒收，這幅畫最初被分配給第一古西方繪畫博物館，後於1924年轉移到新建的普希金博物館。